# Шишаиха
Шишаиха — деревня в составе сельского поселения Ядроминское Истринского района Московской области. Население — 12 чел. (2010), зарегистрировано 1 садовое товарищество и 1 личное подсобное хозяйство.
Шишаиха расположена в 16 км к северо-западу от райцентра Истра и в 8 км от железнодорожной станции Румянцево Рижского направления, на правом берегу реки Маглуши, высота над уровнем моря 194 м.

## История
В XVI—XVIII веках Шишаиха входила в состав волости Воиничи Рузского уезда, в 1782—1796 годах — в Воскресенский уезд и затем в Новопетровскую волость Рузского уезда Московской губернии. При советской власти, с 1922 года деревня в составе нового Воскресенского уезда, с 3 июня 1929 года в составе Воскресенского района Московской области.

## Население
| 2002 | 2006 | 2010 |
| ---- | ---- | ---- |
| 3    | →3   | ↗12  |